# Habitat fortifié de Colletière
L'habitat fortifié de Colletière, qui date de la première moitié du XIe siècle, est un site archéologique immergé au fond du lac de Paladru, situé au lieu-dit Colletière, dans la commune de Charavines dans le département de l'Isère, en région Auvergne-Rhône-Alpes. Il a été établi par un groupe de colons dits « chevaliers paysans » et a été abandonné quelques décennies plus tard du fait de la montée des eaux du lac.
Ce site est connu, notamment grâce au film On connaît la chanson, d'Alain Resnais, comme le village des chevaliers paysans de l'an mil au lac de Paladru.

## Historique des fouilles
Des fouilles ont été menées entre 1972 et 2009. 
Des bénévoles, dont des plongeurs, se relaient tous les étés pour fouiller le site.

## Description du site archéologique
Le site comprend des vestiges de bâtiments liés à des activités agricoles et villageoises : greniers à céréales, greniers à fourrage, un four à pain collectif, des ateliers de forge, des écuries, ainsi qu'un atelier de charpente situé à l'extérieur de l'enceinte fortifiée.
Le caractère d'habitat noble est révélé par des objets que l'on trouve habituellement dans les châteaux forts :
- objets de parure (broches, épingles, bagues, boucle d'oreilles, etc.) ;
- éléments de jeux (dés, échecs, jetons de trictrac, etc.) ;
- instruments de musique ;
- objets liés au monde de la chevalerie et de la guerre[1], notamment des trompes ou cornes d'appel[2].

## Historique des chevaliers paysans du lac de Paladru

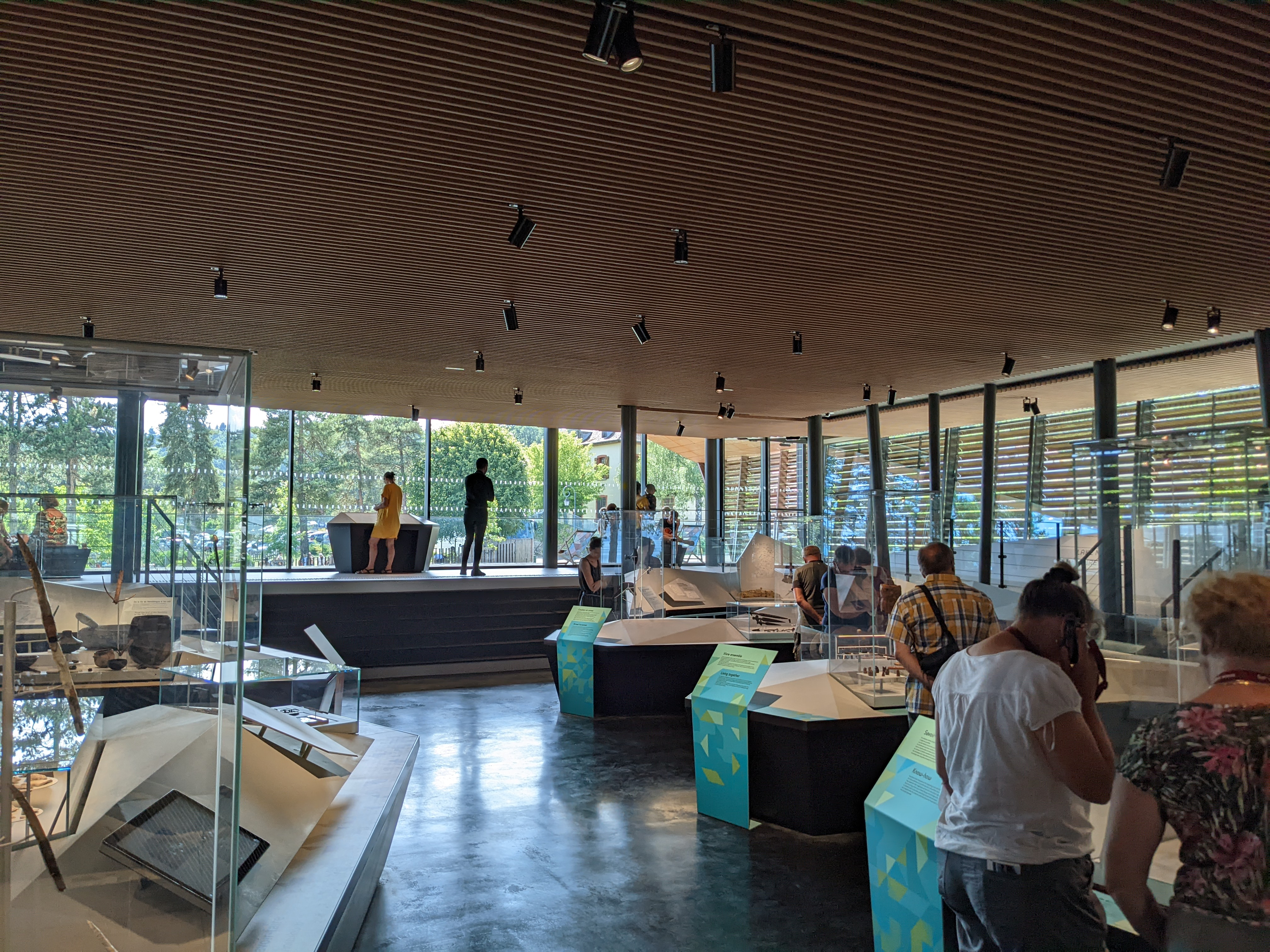
Le Musée archéologique du lac de Paladru.

Au début du XIe siècle, le lac avait un niveau plus bas qu'aujourd'hui. Vers l'an mil, probablement en 1008, une soixantaine de colons ont construit un habitat fortifié en bois sur une plage de craie.
Ces personnes étaient probablement envoyées par l'archevêque de Vienne dans le but de défendre la zone frontière que constituait le lac de Paladru[réf. souhaitée].
Ces colons étaient des agriculteurs et éleveurs, ainsi que des artisans (travail du bois, du tissu, du cuir, du fer…). Mais ils avaient une seconde mission, la défense du territoire. Ainsi, ils devaient quitter leurs occupations quotidiennes pour revêtir leur tenue de chevalier en cas de nécessité[réf. souhaitée].
L'eau du lac est montée progressivement et, en 1040, ces chevaliers-paysans ont quitté leur habitat fortifié.

## Les collections
Le site archéologique n'est plus accessible au public depuis la fin de l'été 2009. Jusqu'en 2018, une petite partie des collections était visible au musée de pays à Charavines. Depuis l'ouverture en juin 2022 du Musée archéologique du lac de Paladru, une moitié de l'exposition permanente est consacrée aux collections, ainsi que des installations d'interprétation du site.

## Les chevaliers paysans dansOn connaît la chanson
Ces chevaliers paysans sont évoqués dans le film d'Alain Resnais, On connaît la chanson (1997), comme un exemple de sujet très pointu de thèse de doctorat en histoire, soutenue par le personnage interprété par Agnès Jaoui, qui avait découvert le sujet dans la revue L'Histoire.